# کوژونک (استان اوپوله)
کوژونک (به لهستانی: Korzonek) یک منطقهٔ مسکونی در لهستان است که در گمینا بیراوا واقع شده‌است. کوژونک ۲۷۰ نفر جمعیت دارد.